# Madija I.
Madije, zadarski prior i prokonzul Bizantskoj Dalmacije (X/XI. st.). Prvi poznati član vodeće zadarske i dalmatinske obitelji koja je po njem u historiografiji prozvana Madijevci. Spominje se prvi put 986. prilikom obnove zadarskoga samostana sv. Krševana. Smatra se i da se natpis u 
Trogiru iz istoga doba, na kojem se spominje prokonzul, odnosi na njega. U jednoj verziji dokumenta iz 1067., podatci kojega se odnose na prvu polovicu XI. st., spominju se dva priora Madija, od kojih je drugi, Madije II., bio unuk ili (vjerojatnije) nećak prvoga.